# Philometra metonalis
Philometra metonalis là một loài bướm đêm trong họ Noctuidae.